# Kosteantînivka, Velîka Lepetîha
Kosteantînivka (în ucraineană Костянтинівка) este un sat în comuna Katerînivka din raionul Velîka Lepetîha, regiunea Herson, Ucraina.

## Demografie
Componența lingvistică a localității Kosteantînivka
     Ucraineană (98,9%)
     Rusă (1,1%)
Conform recensământului din 2001, majoritatea populației localității Kosteantînivka era vorbitoare de ucraineană (98,9%), existând în minoritate și vorbitori de rusă (1,1%).